# Derzelas
Derzelas ou Derzis (Ve siècle av. J.-C. et siècles suivants) est le dieu thraco-dace de la santé, avec des traits grecs. Aussi appelé "Le Grand Dieu», il apparaît dans des témoignages épigraphiques et numismatiques des sources archéologiques d'Histria et d'Odessos (Varna). Dans cette dernière colonie, mais aussi sur les murs de Limanu (Județ de Constanța), Derzelas est représenté à cheval, assimilé au cavalier thrace.
Un temple qui lui est dédié a été construit à Histria, une colonie grecque sur les rives de la mer Noire au IIIe siècle av. J.-C.
Derzelas était le principal dieu dace pendant la vie du grand prêtre Deceneu Sacerdot, le prêtre du roi Burebista. Le grand prêtre deviendra plus tard roi à son tour.
Derzelas et le principal dieu dace Zalmoxis ont finalement été comparés à un seul dieu.